# Musée des Beaux-Arts et d'Archéologie Joseph-Déchelette
Le musée des Beaux-Arts et d'Archéologie Joseph-Déchelette couramment appelé musée Joseph-Déchelette, est le musée municipal de Roanne.

## Histoire

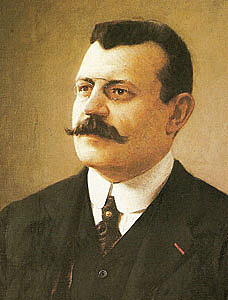
Joseph Déchelette par Albert Dawant (1852–1923)

Joseph Déchelette raconte lui-même l’histoire de la naissance du musée dans une notice historique, sorte de préface du catalogue des objets du musée qu’il rédige en 1895 : un archéologue roannais, Fleury Mulsant, disposant de nombreux vestiges de civilisations antiques découverts dans le sol roannais, souhaite créer un musée afin de donner, de conserver et d’exposer sa collection. Avec l’aide de M. Gubian, maire, le musée est inauguré le 8 novembre 1844 dans le couvent des Capucins. Le musée s’ouvre aux œuvres artistiques. F. Mulsant le dirige jusqu’en 1850, date de son décès. En 1874 le musée est transféré dans le nouvel hôtel de ville où il dispose d’une galerie et de quatre salles. Le musée se développe tant par des envois de l’État que par des donations et des acquisitions. La plus importante des donations est celle du docteur Noëlas, composée d’une collection de faïences.
L’accroissement du nombre de pièces conduit à aménager d’autres pièces mais le musée est à l’étroit. Joseph Déchelette, personnalité de l'archéologie, est nommé conservateur du musée en 1892. Joseph Déchelette meurt au combat en 1914. Il lègue au musée ses collections et son importante bibliothèque.
Sa veuve lègue à son tour, à la ville de Roanne, son hôtel particulier où le musée s’installe au premier étage. L’inauguration a lieu le 3 juin 1923 en présence de nombreuses personnalités venues rendre hommage à J. Déchelette : Paul Léon, membre de l’Institut, directeur des Beaux-Arts, des membres du Collège de France (M. Capitan, professeur), de l’Université. Après le décès de Madame Déchelette, le musée occupe l’ensemble du bâtiment actuel.
L'hôtel est inscrit monument historique le 10 avril 1981.

## Collections

### Archéologie

#### Collections archéologiques régionales
Collections d'archéologie protohistorique et antique issues de découvertes sur la région de Roanne.
Le site fut en effet occupé par une agglomération dès la fin de l'époque gauloise (IIe siècle av. J.-C.).

#### Roannais gaulois
Outre les maquettes permettant d'évoquer l'oppidum du Crêt-Châtelard avec son enceinte et l'habitat urbain connu de l'époque, le mobilier découvert depuis la fin du XIXe siècle suggère certains aspects de la vie quotidienne gauloise à Roanne (parure, vaisselle, échange).
Fragments de poteries décorées de motifs zoomorphes permettent d'apprécier l'art ségusiave dont les deux statuettes en bronze trouvées à Jœuvres, un cheval et un sanglier, figurent parmi les chefs-d'œuvre de l'art celte.

#### Nécropole antique
La nécropole roannaise, occupée sans interruption du IIe siècle avant au IIIe siècle de notre ère, permet, sous forme de reconstitution, d'observer les modes d'ensevelissements pratiqués dans la région (inhumations, incinérations) et le mobilier déposé dans les tombes.

#### Hommage à Joseph Déchelette
Une salle est consacrée à Joseph Déchelette, célèbre archéologue et mécène roannais, conservateur du musée de 1892 à 1914, qui fut le premier à entreprendre de véritables fouilles dans le sous-sol roannais et, ainsi, inaugura la vocation archéologique du musée.

#### Le Roannais à l'époque romaine
Si Feurs (Forum Segusiavorum), chef-lieu de la cité ségusiave, qui correspond à peu près aux actuels départements de la Loire et du Rhône, a été paré de monuments (forum, théâtre, etc.), Roanne (Rodumna), deuxième ville du pays, ne semble pas disposer de grands bâtiments ou d'habitations luxueuses.

##### Cuisine et table àRodumna
Un ensemble exceptionnel de bols peints dits « de Roanne » doit son nom à l'abondance et à la qualité de cette production à Roanne durant les deux premiers siècles de notre ère.
Les poteries sigillées issues des ateliers du Sud (La Graufesenque) et du Centre (Lezoux) voisinent avec leurs copies locales plus tardives.
Céramiques fines et terra nigra permettent d'apprécier la grande variété des poteries utilisées par les roannais gallo-romains.

#### Artisanat et vie quotidienne
Les découvertes archéologiques permettent de dresser un tableau relativement précis de l'artisanat roannais gallo-romain : production de céramique commune, de céramique peinte, travail du bronze, du fer, peut-être du verre.
D'autres aspects de la vie quotidienne, la construction, les instruments de mesure et d'échange, l'écriture, la parure, la toilette, les jeux, la religion et les pratiques culturelles sont étudiés à partir du mobilier roannais.

#### Collection archéologique égyptienne
Cette collection est profondément liée à Joseph Déchelette. À la fin du XIXe siècle, un véritable engouement se développe pour l'Égypte antique dans toute l'Europe. Joseph Déchelette profita d'un voyage d'affaires en Égypte en 1893 pour acheter un important lot d'antiquités égyptiennes. Parmi ces deux-cent-cinquante pièces, se trouvait le sarcophage et la momie de Nesyamon. À cette époque, les momies étaient vendues à des Européens fortunés comme des souvenirs. Revenu à Roanne, Joseph Déchelette présenta sa collection, dont la momie, dans le musée municipal, pour la culture et la curiosité des Roannais. À sa mort, il légua sa collection à la Ville de Roanne.
Par la suite, ce fonds fut enrichi de différents dons (dont celui de Philip Whiteway), achats et dépôts. Aujourd'hui, il s'agit de la deuxième collection d’égyptologie en Auvergne-Rhône-Alpes, après celle du Musée des Beaux-Arts de Lyon.
La collection comprend des objets d'époques et de cultures variées. Les pièces les plus importantes sont évidemment la momie rapportée par Déchelette, son sarcophage, et les autres pièces liées aux rites funéraires de l'Égypte antique : deux masques de momie d'époque gréco-romaine, le sarcophage de Tjesisetperet, plusieurs fragments de sarcophages, ouchebtis et amulettes, vases canopes. Un appui-tête funéraire de l'Ancien Empire, IVe dynastie, complète cette présentation.
D'autres pièces continuent cette présentation : stèles votives du Moyen Empire en pierre, parfois polychromes, statuettes de divinités en bronze datant de la Basse époque et des objets évoquant la vie quotidienne, tels que des pots à khôl et onguents, un miroir ou encore des épingles à cheveux.
Pour des raisons de conservations, la collection égyptienne n'est plus exposée pour le moment. Le projet de rénovation, voire d'extension, du musée permettront peut-être son retour dans les salles d'exposition.

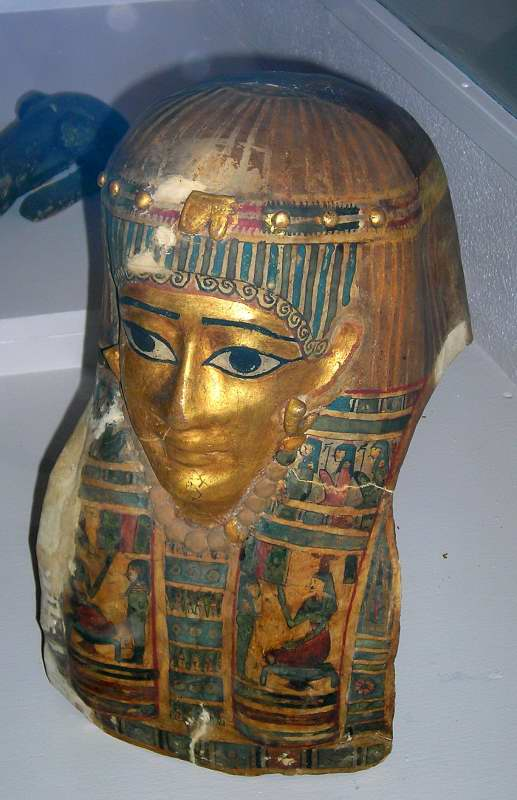
Masque funéraire, cartonnage peint, époque ptolémaïque.
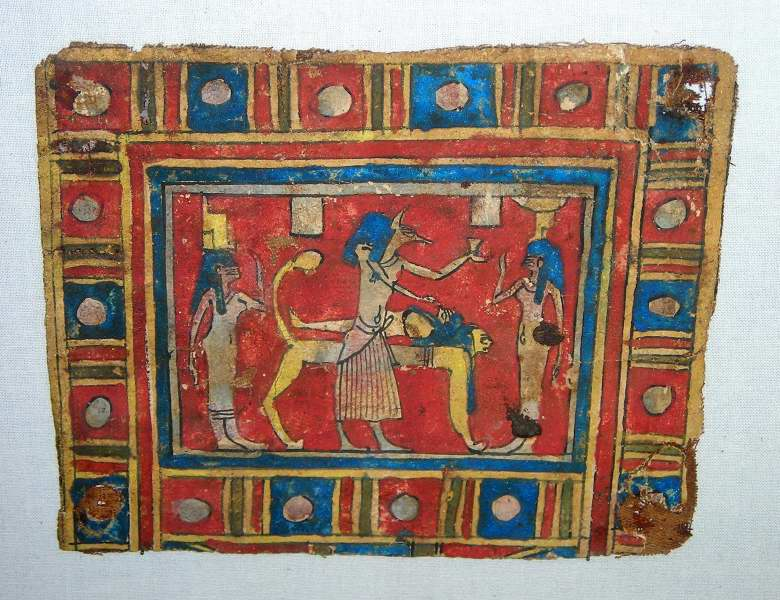
Osiris sur son lit funéraire, cartonnage de momie, époque ptolémaïque.
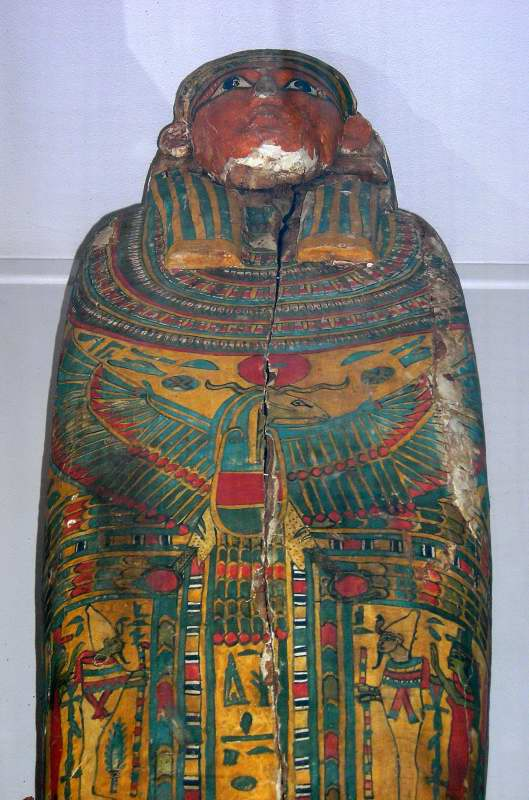
Sarcophage de Tjesisetperet, XXIIIe-XXVIe dynasties, vers 820 av. J.-C.
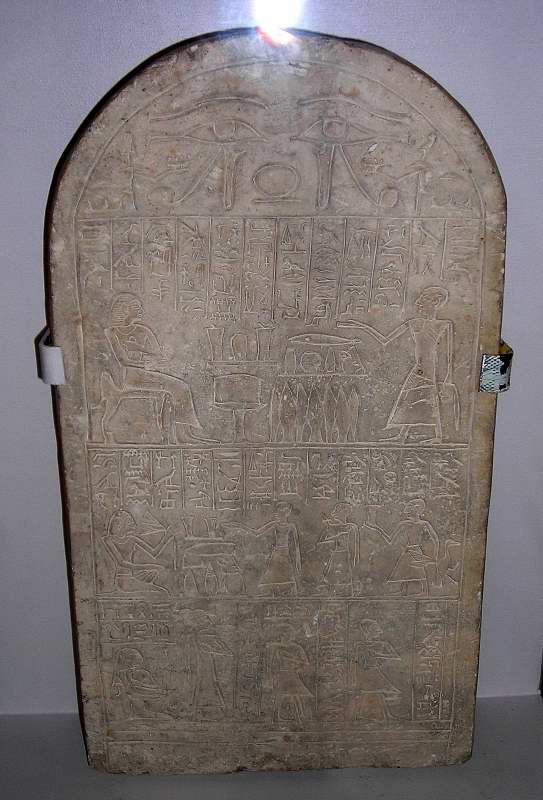
Stèle cintrée d'Horiouah, calcaire, Abydos, XIIIe dynastie.
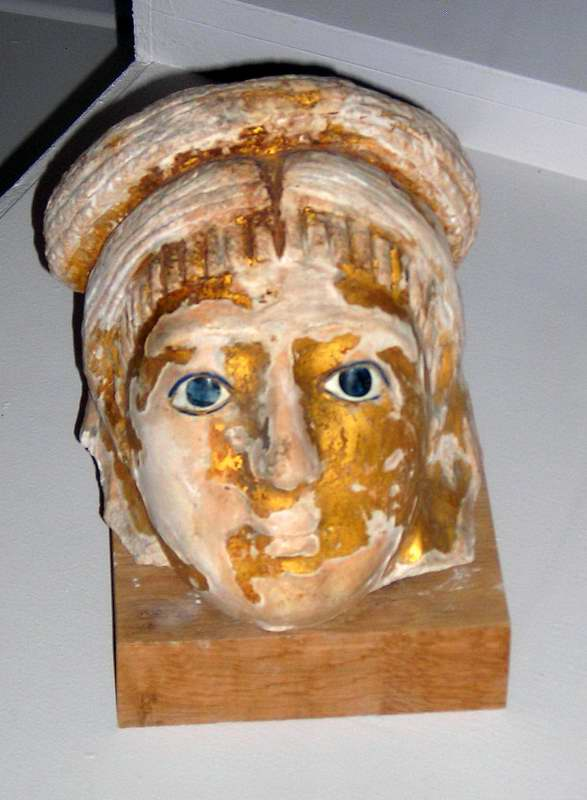
Masque funéraire en plâtre doré, Ier siècle.
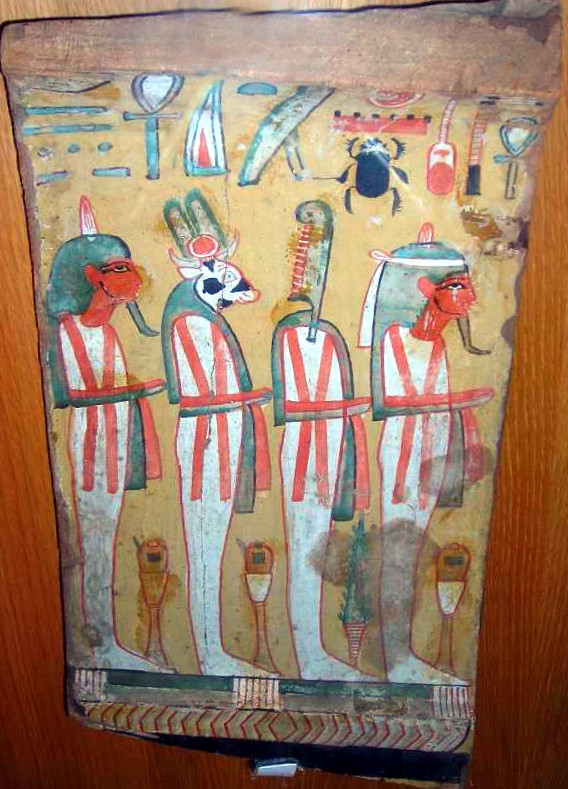
Fragment interne de sarcophage, bois de sycomore, XXIe dynastie.
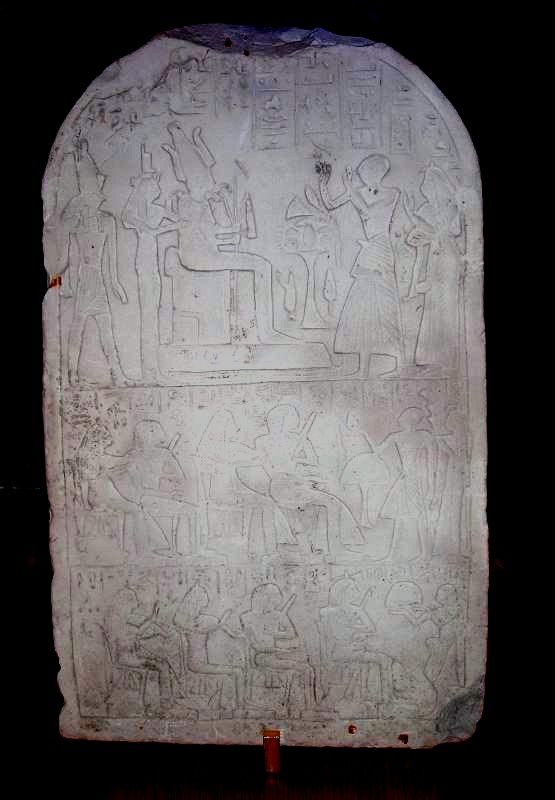
Stèle funéraire de Reya, calcaire, XIXe dynastie.
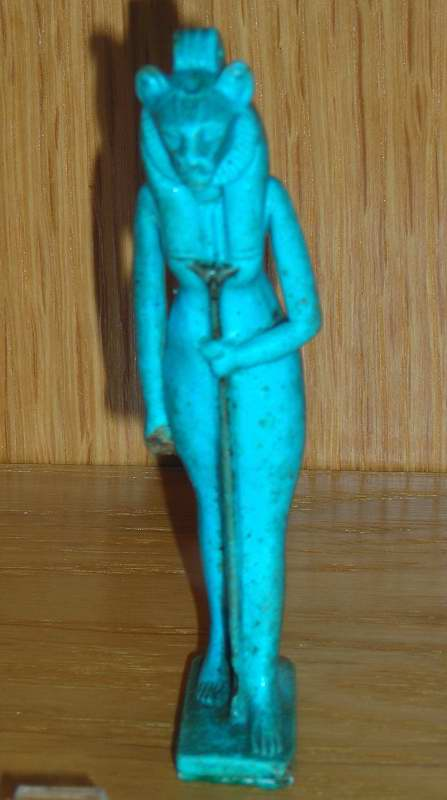
Amulette de Sekhmet tenant le sceptre ouadj, fritte émaillée, époque saïte.

### Beaux-arts

#### Peintures
Les collections permanentes de Beaux-Arts du musée rassemblent des peintures françaises et européennes du XVe au XXe siècle. Depuis les primitifs italiens ou espagnols aux peintres fauves, en passant par les paysagistes barbizonniens ou lyonnais, les peintres flamands ou français ; de Nicolas de Largillierre à Jean Puy, le visiteur peut parcourir styles et époques en quelques salles, dans une présentation anoblie par les lieux anciens.
La collection s'arrête à la période fauve, au début du XXe siècle avec Friesz, Marquet, Dufy.

#### Sculptures
Œuvres médiévales et du XIXe siècle, ainsi que des sculpteurs roannais : Lescornel, Picaud.

### Arts décoratifs

#### CéramiquesXVIeauXXIesiècle
La collection de céramiques figure parmi les plus riches de province.
Il faut noter tout particulièrement un bel ensemble de majoliques et de faïences italiennes du XVIe au XVIIIe siècle, des faïenciers de Delft (XVIIIe siècle).
Les principaux centres de faïence français sont représentés (Lyon, Moustiers, Marseille, Strasbourg, Niderviller, Sceaux, Rouen), ainsi que les ateliers de faïence du centre de la France (Clermont, Moulins, Nevers). Les collections de céramiques de Nevers sont exceptionnelles pour le XVIIe siècle avec un bel ensemble de faïences à décor patronymique.
Un espace important est consacré à la faïence de Roanne du XVIIe au début du XXe siècle.
Au niveau local, Roanne se remarque par les céramiques patronymiques. Un individu fait indiquer son nom sous l'effigie de son saint protecteur. Il marque ainsi son existence de façon pérenne, témoigne en même temps sa foi, son aisance et sa conscience de soi. Cet objet était conservé précieusement toute la vie, il était même probablement transmis aux descendants. Aujourd'hui, ces assiettes constituent un témoignage direct de nos ancêtre
La collection unique de faïences révolutionnaires de près de sept-cents pièces représente le plus riche et le plus complet ensemble français dans ce domaine, tant pour la qualité des pièces que pour leur rareté iconographique. Elle fut inaugurée le 23 juin 1989 par le président de la république François Mitterrand lors du bicentenaire de la Révolution.
Les collections de céramiques de création, renferment des œuvres caractéristiques des recherches entreprises par les potiers du XIXe siècle ou du début du XXe siècle : le japonisme avec un bel ensemble de pièces de Gallé, Bracquemond, Rousseau, Chaplet, Lachenal ou Moreau-Nélaton, la découverte de l'Orient avec Deck ou Lachenal.
Des porcelaines de la manufacture nationale de Sèvres témoignent du raffinement naturaliste de l'art nouveau. La période de l'entre-deux guerres est évoquée par un bel ensemble de céramiques de Decoeur, Mayodon, Buthaud, Gensoli.
L'ouverture au monde céramiste contemporain se fait par des achats successifs et une exposition en biennale d'artiste vivants.

## Fréquentation
| 2001   | 2002   | 2003   | 2004   | 2005   | 2006   | 2007   | 2008   | 2009   | 2010   | 2011   | 2012   | 2013   | 2014   | 2015   | 2016  | 2017   | 2018   |
| ------ | ------ | ------ | ------ | ------ | ------ | ------ | ------ | ------ | ------ | ------ | ------ | ------ | ------ | ------ | ----- | ------ | ------ |
| 23 985 | 23 385 | 16 783 | 15 023 | 16 634 | 14 713 | 14 675 | 13 520 | 13 442 | 13 475 | 15 781 | 12 471 | 14 618 | 11 505 | 11 627 | 9 158 | 12 634 | 12 753 |